# سیارک ۲۳۵۷۸
سیارک ۲۳۵۷۸ (به انگلیسی: 23578 Baedeker، نامگذاری:1995DR13) بیست و سه هزار و پانصد و هفتاد و هشتمین سیارک کشف شده‌است که در ۲۲ فوریه ۱۹۹۵ کشف شد.
قدر مطلق سیارک برابر ۲۶.۹ است.